# Meri Akopian
Meri Andranikivna Akopian (în ucraineană Мері Андраніківна Акопян; n. 24 iunie 1984) este filolog, prezentatoare de televiziune și director al Departamentului de Cooperare Internațională și Integrare Europeană al Ministerului Afacerilor Interne al Ucrainei (2015-2021).

## Biografie
Din 2001 până în 2006, a studiat la Universitatea Națională Vernadsky Taurida, cu specializarea „Studii orientale: limba și literatura arabă”, a obținut o diplomă de master cu distincție.
În 2005 a studiat la Universitatea din Cairo.
În 2007 a fost studentă postuniversitară a Catedrei pentru Departamentul de Filologie de Est a Universității Naționale Vernadsky Taurida.

## Carieră
În perioada 2007-2012, Meri Akopyan a fost profesor la Departamentul de Filologie Orientală a Universității Naționale Vernadsky Taurida la următoarele discipline: limba arabă, istoria țărilor arabe, literatura arabă.
Din 2009 până în 2012, ea a lucrat, de asemenea, cu jumătate de normă ca prezentatoare TV, autoare de programe TV și redactor-șef al redacției Spivdruzhnist la postul de radio și televiziunea de stat „Crimeea”.
În perioada 2014–2015, a fost consilier șef al Direcției principale pentru afaceri externe a Administrației Președintelui Ucrainei.
Din iulie până în noiembrie 2015, ea a lucrat ca șef al Departamentului de relații internaționale al Ministerului Afacerilor Interne al Ucrainei.
În perioada 2015-2021, Meri Akopyan a fost director al Departamentului de Cooperare Internațională al Ministerului Afacerilor Interne al Ucrainei.
La 4 august 2021, a fost numită ministru adjunct al Afacerilor Interne al Ucrainei.
Din ianuarie 2019, ea lucrează cu jumătate de normă ca lector de limba arabă la Institutul de Relații Internaționale al Universității Naționale Taras Șevcenko din Kiev.

## Premii și distincții
- Consiliul de Miniștri al Republicii Autonome Crimeea (2009);
- Ministerul Culturii al Republicii Autonome Crimeea (2010);
- Ministerul Culturii al Ucrainei (2016);
- Ministerul Afacerilor Interne (2017).

## Viață personală
Meri Akopian vorbește engleză, arabă, armeană, turcă și ucraineană. Ea nu este căsătorită. 